# 아르헨티나해
아르헨티나해(스페인어: Mar Argentino)는 남아메리카의 남단에 인접한 대서양의 해역이다.

## 영토 주장
법률 23968에 따르면 아르헨티나의 영해는 산마티아스만과 산호르헤만에서 라플라타강의 바깥쪽 한계까지 12 해리 (22 km; 14 mi)까지 확장된다.

## 생물다양성
아르헨티나해는 세계에서 가장 온화한 바다 중 하나다. 남극에서 온 차가운 포클랜드 해류가 남쪽에서, 따뜻한 브라질 해류가 북쪽에서 흘러온다.
아르헨티나해에는 생물다양성이 풍부한 곳으로 지정된 12개 지역이 있다. 2개의 국제 보호 구역, 1개의 국가 보호 구역, 18개의 지방 보호 구역이 있다.